# Municipio de Savanna
El municipio de Savanna (en inglés: Savanna Township) es un municipio ubicado en el condado de Carroll en el estado estadounidense de Illinois. En el año 2010 tenía una población de 3729 habitantes y una densidad poblacional de 68,82 personas por km².

## Geografía
El municipio de Savanna se encuentra ubicado en las coordenadas 42°4′50″N 90°8′38″O / 42.08056, -90.14389. Según la Oficina del Censo de los Estados Unidos, el municipio tiene una superficie total de 54.18 km², de la cual 34.58 km² corresponden a tierra firme y (36.17%) 19.6 km² es agua.

## Demografía
Según el censo de 2010, había 3729 personas residiendo en el municipio de Savanna. La densidad de población era de 68,82 hab./km². De los 3729 habitantes, el municipio de Savanna estaba compuesto por el 93.83% blancos, el 1.96% eran afroamericanos, el 0.43% eran amerindios, el 0.08% eran asiáticos, el 0.08% eran isleños del Pacífico, el 1.77% eran de otras razas y el 1.85% pertenecían a dos o más razas. Del total de la población el 6.33% eran hispanos o latinos de cualquier raza.